# سارة ماير (ناشطة)
السيدة سارة إليزابيث سيدونس ماير (23 سبتمبر 1846 - 13 فبراير 1941) ناشطة اسكتلندية من أجل تعليم المرأة وحق المرأة في التصويت. وناشطة في جمعية إدنبرة للتعليم الجامعي للنساء وجمعية إدنبرة للمناظرات النسائية، التي أسستها قبل أن تبلغ العشرين من عمرها. نالت وسام السيدة القائد من رتب الإمبراطورية البريطانية.

## سيرتها
ولدت سارة لعائلة ميسورة الحال في إدنبرة، وكانت ابنة الرائد آرثر ماير من الفوج 62 وإليزابيث هاريوت ماير (الاسم قبل الزواج سيدونس). كانت حفيدة ابن الممثلة سارة سيدونس والذي يكون الممثل هنري سيدونس. عاشت العائلة في 29 أبركرومبي بلِس في مدينة إدنبرة الجديدة الثانية.
عندما كانت ماير في التاسعة عشرة من عمرها، أسست جمعية إدنبرة للمقال، وسرعان ما أعيدت تسميتها بجمعية إدنبرة للمناظرات النسائية. أصبحت رئيسة لها وظلت كذلك لمدة 70 عامًا. اجتمعت الجمعية في منزل عائلة ماير الفسيح في المدينة الجديدة وقدمت لنساء إدنبرة من خلفية معينة الفرصة لمناقشة الأسئلة الاجتماعية، مع تعلم مهارات الخطابة والمناظرة. نشروا مجلة ذي أتمبت، وأعيد تسميتها لتصبح مجلة إدنبرة ليدز في عام 1876، والتي ربطتهم بالقراء في جميع أنحاء البلاد. حررتها ماير وهيلين كامبل ريد. ساهمت فيها شارلوت ماري يونج وراجعت ماير مجموعة مقالات جوزفين باتلر بعنوان عمل المرأة وثقافتها.
كانت الجمعية ومقرها الرئيسي في غرفة طعام ماير محورًا لجهود كبيرة لتعزيز حقوق المرأة وتعليمها، بقيادة نساء من أسر مهنية ناجحة عادة. كانت لويزا وفلورا ستيفنسون من أوائل الأعضاء، وكذلك لويزا لومسدين، مؤسسة مدرسة سانت ليوناردز في سانت أندروز، وشارلوت كارمايكل، والدة ماري ستوبس.
ناقشت الجمعية على فترات مسألة حق المرأة في الاقتراع، وكانت ماير داعمًا لها مدى حياتها. في عامي 1866 و1872، اكتشفت أنها وزملاؤها من المدافعين عن حق الاقتراع من الأقليات، ولكن اعتبارًا من عام 1884 فصاعدًا، ازدادت الطلبات المؤيدة لحق المرأة في الاقتراع لتتحول إلى الأغلبية. انتسبت ماير إلى جمعية إدنبرة الوطنية لحق المرأة في الاقتراع، التي تأسست عام 1867 كأول جمعية اسكتلندية تقوم بحملة من أجل التصويت لصالح النساء، وأرسلت المتحدثين إلى الأحداث في جميع أنحاء اسكتلندا، بما في ذلك الدكتورة إلسي إنغلس، السكرتيرة الفخرية لها منذ عام 1906. أصبحت ماير فيما بعد رئيسة لها، ثم رئيسة الاتحاد الإسكتلندي لجمعيات حق المرأة في الاقتراع. وتمكنت في كثير من الأحيان من الوساطة بين المجموعات ذات النهج المختلفة في الحملات الانتخابية. بمجرد منح النساء فوق سن الثلاثين حق التصويت في عام 1918، قادت جمعية حق الاقتراع إلى مرحلة جديدة عُرفت خلالها بجمعية المواطنة المتساوية.
كانت سارة ماير عضوًا مهمًا في جمعية إدنبرة التعليمية للسيدات في عام 1867، وكانت حاضرة في الاجتماع التأسيسي، ولكنها لم تعتبر عضوًا مؤسسًا، على الأرجح لأنها كانت غير متزوجة وشابة إلى حد ما. كانت هي وماري كروديليوس على استعداد لاتخاذ خطوة واحدة في كل مرة نحو هدفهما المتمثل في الوصول المتكافئ إلى التعليم الجامعي لكلا الجنسين، مع اعتقاد ماير أن النهج العملي من شأنه أن يحقق النتائج الصحيحة. ولكنهم أرادوا نظامًا منفصلًا للنساء مهما كان التدريس جيدًا.
في عام 1876 بُذلت جهود لتحسين تعليم المرأة ما قبل الجامعي. قُدمت الدروس في قاعة سانت جورج لمساعدتهن على الالتحاق بالجامعة، مع دورات بالمراسلة لأولئك غير القادرات على الحضور. في عام 1886 شاركت مع ماري راسل ووكر وآخرين في إنشاء كلية سانت جورج للتدريب، تلتها مدرسة سانت جورج الثانوية للبنات في عام 1888. كانت كلية التدريب هي أول مؤسسة اسكتلندية تدرب النساء على التدريس في المدارس الإعدادية والثانوية، وهي أول مدرسة نهارية اسكتلندية للفتيات والتي علمتهن حتى مستوى الالتحاق بالجامعة. كانت فتيات سانت جورج من أوائل خريجات جامعة إدنبرة. عادت ماري راسل ووكر من لندن عام 1885، مؤهلة لقيادة الكلية ولاحقًا المدرسة.